# George Duryea Hulst
Le révérend George Duryea Hulst est un homme d’église et un entomologiste américain, né le 9 mars 1846 à Brooklyn et mort le 5 novembre 1900 dans cette même ville.
Il s’intéresse très jeune aux plantes et aux insectes. Il fait ses études à Rutgers en 1866 et est diplômé au Séminaire théologie de New Brunswick en 1869. Il devient alors pasteur pour la South Bushwick Reformed Church à Brooklyn où il reste jusqu’à sa mort.
Malgré les reproches de sa congrégation, il n’interrompt jamais l’étude de l’histoire naturelle et de l’entomologie en particulier. Il donne ainsi des conférences en entomologie au Rutgers College et est, un temps, entomologiste d’État pour le New Jersey. Il dirige la publication d’Entomologica Americana de 1887 à 1889.
Hulst se consacre à l’étude des micro-lépidoptères et devient un spécialiste des Geometridae. Il est un membre actif de la Brooklyn Entomological Society ainsi que de nombreuses autres sociétés savantes. L’université Rutgers lui attribue un doctorat honoraire en 1891. La plupart de ses types sont actuellement conservés au Brooklyn Museum et sa collection à l’université Rutgers.

## Source
- Arnold Mallis (1971). American Entomologists. Rutgers University Press (New Brunswick) : xvii + 549 p.